# Halgania littoralis
Halgania littoralis är en strävbladig växtart som beskrevs av Charles Gaudichaud-Beaupré. Halgania littoralis ingår i släktet Halgania och familjen strävbladiga växter. Inga underarter finns listade i Catalogue of Life.